# Armas de la Villa de Fuenmayor

Escudo de armas de Fuenmayor.

El escudo de armas de la Villa de Fuenmayor está dividido en dos cuarteles con cuatro piezas naturales, dos artificiales, corona y penacho: tres esmaltes y dos metales.

## Descripción

### Campo diestro
Figuras naturales. En campo de gules, un creciente ranvesado y dos estrellas en oro puestas en palo con el menguante en el centro.
- La estrella: es la imagen de la felicidad y significa grandeza, verdad, luz, majestad, paz y prudencia.
- Creciente: tuvo mucha estimación entre los hebreos nobles, quienes lo traían en sus zapatos como hacen todavía algunos turcos, colocándolo además en las banderas de sus ejércitos. Los patricios romanos tenían sus zapatos lunados: «Primaque patritiis vestigia luna».

### Campo siniestro
Figuras artificiales. Sobre campo de plata un puente de piedra de tres ojos defendido sobre un río de ondas de azur y plata.
- El puente: símbolo de alianza, ya que hace que se unan las distancias. También simboliza la unión de la provincia.
- La torre: símbolo de constancia, de la magnanimidad y la generosidad de los hombres que ofrecen su cuerpo y su vida.

### Ornamentos exteriores
Sobre el escudo encontramos una corona de marquesado, y bajo ella, rodeando al escudo, excepto la punta, penachos de hojas de los mismos esmaltes que el escudo.

## Armas del apellido
El origen de esta linaje se remonta al hidalgo don Millán Ruíz de Fuenmayor, Señor de la Casa de Fuenmayor. El 30 de enero de 1249, don Millán fue concedido solar y heredad en la villa de Baeza (Jaén) en tiempos de su conquista por el rey Fernando III de Castilla. Fue el primero en utilizar el apellido, dando comienzo a la Casa de Fuenmayor. 
Las armas de su descendencia no coinciden con las de la villa de Fuenmayor: en campo de gules, una cruz de veros de azur y plata, que toca con sus extremos los del escudo. Así se pueden ver en la capilla de la Casa de Fuenmayor, de la villa de Ágreda, y se describen en el expediente de pruebas del Caballero de Calatrava, don Joaquín de Fuenmayor y Dávila.